# Пентюхов, Иван Алексеевич
Иван Алексеевич Пентюхов — советский хозяйственный, государственный и политический деятель, Герой Социалистического Труда.

## Биография
Родился в 1929 году в Удмуртской АССР. Член КПСС с 1962 года.
Выпускник Ижевского сельскохозяйственного института. С 1956 года — на хозяйственной, общественной и политической работе. В 1956—1997 гг. — зоотехник, главный зоотехник совхоза, директор государственного племенного завода крупного рогатого скота имени XVII партсъезда Ливенского района Орловской области
Указом Президиума Верховного Совета СССР от 8 апреля 1971 года присвоено звание Героя Социалистического Труда с вручением ордена Ленина и золотой медали «Серп и Молот».
Избирался депутатом Верховного Совета РСФСР 10-го созыва.
Кандидат в члены ЦК КПСС.
Жил в селе Сергиевское Ливенского района.